# گیلرمو فینکلر
گیلرمو فینکلر (به پرتغالی: Guilherme Ozelame Finkler) هافبک اهل برزیل است که در شهر کاشیاس دو سو و در تاریخ ۲۴ سپتامبر ۱۹۸۵ به دنیا آمده‌است.
گیلرمو فینکلر در تیم‌های فوتبال Juventude سابقهٔ حضور دارد.